# ASAHI Pop'n' Press!
『ASAHI Pop'n' Press!』（アサヒ ポップン プレス!）は、スカパー!のテレ朝チャンネル2 ニュース・スポーツ（旧朝日ニュースター）で放送されていた教養番組。テレビ朝日・北陸朝日放送（HAB）・日本ケーブルテレビジョン（JCTV）の3社共同制作で、2009年4月に放送を開始した。前番組は『KID'S NEWS』。
朝日ニュースターがテレ朝チャンネル2に変更するに伴い、2013年3月30日を以って終了。翌4月6日からは『ASAHI Pop'n' Press! ココ掘れキッズのおしえてMAP』（アサヒ ポップン プレス! ココほれキッズのおしえてマップ）に、2017年4月1日からは『ASAHI Pop'n' Press! 千原せいじのKids' World』に、2019年12月21日から『Kids' World』（左記は全てHABでの放送日）。

## 概要
週刊英字新聞朝日ウィークリーのライターを務める在日アメリカ人女性のジェイミー・レイノが、東京都内の「外国」が体験できるスポットに出没し、体験リポートや人物インタビューを行う。また、英語のフレーズをレクチャーする小ネタコーナーも設けられている。
2012年4月1日に、朝日ニュースターの運営が衛星チャンネルからテレビ朝日に変更（2013年4月にチャンネル名も「テレ朝チャンネル2」に変更）されたことに伴い、同年4月以降の放送では、テレビ朝日が制作に参加している（テレビ朝日での放送は行われず、事実上地上波は裏送り）。
2013年3月30日放送（HABでの放送日）においてジェイミー・レイノが降板。
2013年4月6日より番組タイトルが『ASAHI Pop'n' Press! ココ掘れキッズのおしえてMAP』になり、おじいちゃんと孫が共に楽しめるスポットを紹介する内容に変わった。
2017年4月1日より番組タイトルが『ASAHI Pop'n' Press! 千原せいじのKids' World』になり、千原せいじ（千原兄弟）がスポットを紹介する内容に変わった。
2019年5月18日放送分を休止すると制作局の北陸朝日放送が、「編成の都合により休止となりました、ご了承ください。」と放送予定日の3日前に公式ホームページで説明しており、メイン出演者である千原せいじが20代の一般女性と不倫関係にあることを同年5月16日発売の「週刊文春」で報じられた為の措置と思われる。同年11月16日放送分から再び「『千原せいじのKids' World』は、都合により当面休止とさせていただきます。ご了承ください。」と公式サイトで発表、前回同様の処置で、千原せいじの降板が決定。
2019年12月21日から番組タイトルが『Kids' World』になり、山本博（ロバート）を新たに出演者として起用し、放送を再開したが2020年3月28日に放送終了、同年4月4日からお笑いトリオの四千頭身が初冠番組を務める『おしえて!四千頭身』が放送を開始されたため、2009年4月から放送されてきた『ASAHI Pop'n' Press!』シリーズは11年の放送に幕を閉じる事となった。

## 出演者

### ASAHI Pop'n' Press!
- ジェイミー・レイノ（2009年4月 - 2013年3月）

### ASAHI Pop'n' Press! ココ掘れキッズのおしえてMAP
- 森喜行（ゆきじい）（2013年4月 - 2014年3月）
- 清水章吾（しょうじい）（2014年4月 - 2017年3月）
- 重石邑菜（ゆうちゃん）（2013年4月 - 2015年3月）[2]
- 鷲見心花（こころちゃん）（2015年4月 - 2017年3月）

### ASAHI Pop'n' Press! 千原せいじのKids' World
- 千原せいじ（千原兄弟）（2017年4月1日 - 2019年11月9日）

### Kids' World
- 山本博（ロバート）（2019年12月21日 - 2020年3月28日）

## 放送局
| 放送対象地域   | 放送局                 | 系列           | 放送日時             | ネット状況    | 備考                                |
| -------------- | ---------------------- | -------------- | -------------------- | ------------- | ----------------------------------- |
| 日本全域       | テレ朝チャンネル2      | CS放送         | 木曜 18:30 - 19:00   | 遅れネット    | 制作局 （テレビ朝日・北陸朝日放送） |
| 石川県         | 北陸朝日放送（HAB）    | テレビ朝日系列 | 土曜 11:30 - 11:45   | 同時ネット    | 制作局 （テレビ朝日・北陸朝日放送） |
| 山形県         | 山形テレビ（YTS）      | テレビ朝日系列 | 土曜 11:30 - 11:45   | 同時ネット    | [ 注 4 ]                            |
| 鹿児島県       | 鹿児島放送（KKB）      | テレビ朝日系列 | 土曜 4:35 - 4:50     | 6時間55分先行 | [ 注 5 ]                            |
| 山口県         | 山口朝日放送（yab）    | テレビ朝日系列 | 土曜 5:05 - 5:20     | 6時間25分先行 |                                     |
| 岩手県         | 岩手朝日テレビ（IAT）  | テレビ朝日系列 | 土曜 5:10 - 5:25     | 6時間20分先行 | [ 注 6 ]                            |
| 神奈川県       | テレビ神奈川（tvk）    | 独立局         | 土曜 7:00 - 7:15     | 4時間30分先行 | 2010年4月より放送開始               |
| 埼玉県         | テレ玉（TVS）          | 独立局         | 土曜 17:30 - 17:45   | 6時間遅れ     | [ 注 7 ]                            |
| 静岡県         | 静岡朝日テレビ（SATV） | テレビ朝日系列 | 日曜 4:05 - 4:20     | 遅れネット    | [ 注 8 ]                            |
| 香川県・岡山県 | 瀬戸内海放送（KSB）    | テレビ朝日系列 | 日曜 5:30 - 5:45     | 遅れネット    |                                     |
| 福島県         | 福島放送（KFB）        | テレビ朝日系列 | 土曜 10:30 - 10:45   | 遅れネット    | [ 注 9 ]                            |
| 愛媛県         | 愛媛朝日テレビ（eat）  | テレビ朝日系列 | 日曜 5:35 - 5:50     | 遅れネット    |                                     |
| 近畿広域圏     | 朝日放送テレビ（ABC）  | テレビ朝日系列 | 水曜 4:17 - 4:30     | 遅れネット    | 2010年6月より放送開始               |
| 中京広域圏     | メ～テレ（NBN）        | テレビ朝日系列 | 隔週火曜 4:30 - 4:55 | 遅れネット    | 2週分放送                           |

※遅れであるかどうかの基準は地上波での制作局である北陸朝日放送を基準とする。
なお、テレビ朝日系列局では制作局のテレビ朝日（EX）や、東日本放送（KHB）・福井放送（FBC）・テレビ宮崎（UMK）は当番組をネットしていない（FBC・UMKの2局はクロスネット局）。

### 過去のネット局
- 青森朝日放送（ABA）- 2010年3月まで
- 長野朝日放送（abn）- 2012年3月まで
- 琉球朝日放送（QAB）- 2012年9月まで
- 秋田朝日放送（AAB）・九州朝日放送（KBC）- 2013年3月まで
- 長崎文化放送（NCC）・熊本朝日放送（KAB） - 2014年3月まで
- 大分朝日放送（OAB）- 2015年9月まで
- 広島ホームテレビ（HOME）- 2017年3月まで[注 14]
- 北海道テレビ（HTB）- 2017年9月まで
- 新潟テレビ21（UX）- 2018年9月まで[注 15]